# Malamir bolgár kán
Malamir (bolgárul: Маламир) (? – 836) bolgár kán 831-től haláláig.
Omurtag utódjaként jutott trónra. Uralkodása alatt fellázadtak a Dunától északra letelepített "makedónok", akik haza akartak költözni. Malamir a magyarokat hívta segítségül (Ungri, Turki) – akik viszont nem tudták megakadályozni a makedónok szökését.